# Francis (database)
Francis è una base di dati bibliografica alimentata dall'Istituto di informazione scientifica e tecnica (INIST) del CNRS francese (Centro Nazionale della Ricerca Scientifica), che copre i settori delle lettere, delle scienze umane e sociali, ponendo particolare attenzione alla letteratura europea. Da maggio 2019, l'INIST offre l'accesso gratuito a tutte i record bibliografici di Pascal e Francis prodotti tra il 1972 e il 2015, ovvero 21 milioni di schede, alcune delle quali offrono un link al testo integrale.
FRANCIS è acronimo di Fichier de recherches bibliographiques automatisées sur les nouveautés, la communication et l'information en sciences humaines et sociales (Archivio di ricerche bibliografiche automatizzate sulle novità, la comunicazione e l'informazione nelle scienze umane e sociali). 

## Storia
La banca dati bibliografica Francis è stata creata nel 1972. Deriva dalle sezioni dedicate alle scienze umane e sociali del Bulletin signalétique del CNRS.
Inizialmente, è stata concepita come un raggruppamento di banche dati specializzate. Così, nel 1981, il file ECODOC, banca dati bibliografica di economia generale, è stato aggiunto a Francis. 
Queste banche dati sono state alimentate da ingegneri informatici fino al 2015; fino ad allora, erano accessibili solo tramite abbonamento. Nel 2016, l'INIST ha deciso di offrire libero accesso a una parte dell'archivio PASCAL e FRANCIS, ovvero 14 milioni di riferimenti bibliografici, e si è impegnata ad arricchire il sito negli anni successivi. La banca dati è ora ad accesso libero.